# Artforum
«Артфорум» (англ. Artforum) — международный журнал художественной критики, сосредоточенный на проблемах современного искусства. Выходит в количестве 10 номеров в год. Главный редактор (с 2003 года) — Том Гриффин.

## История
Журнал был основан в 1962 году в Сан-Франциско, в 1965 перебрался в Лос-Анджелес, в 1967 — в Нью-Йорк, где и выпускается до нынешнего дня.

## Авторы
В журнале не раз публиковались Артур Данто, Клемент Гринберг, Розалинда Краусс, Морис Бергер, Даниэль Бирнбаум, Дональд Джадд, Роберт Моррис, Барбара Роуз, Сол Ле Витт, Роберт Смитсон и другие крупные представители современного искусства и художественно-критической мысли.